# Mount Scott
Mount Scott ist ein Schichtvulkan im US-Bundesstaat Oregon. Er ist Teil der Kaskadenkette und liegt nur vier Kilometer östlich des Crater Lake. Mount Scott ist der höchste Punkt im Crater-Lake-Nationalpark und hat eine Schartenhöhe von 917 Metern. Auf dem Gipfel steht ein Waldbrandwachtturm. Dieser befindet sich am Ende eines Pfades, der über die kurze Strecke von etwa 500 Metern auf den Berg führt. Der Vulkan wurde nach dem Ort Scottsburg, beziehungsweise dessen Gründer Levi Scott benannt.

## Fotos

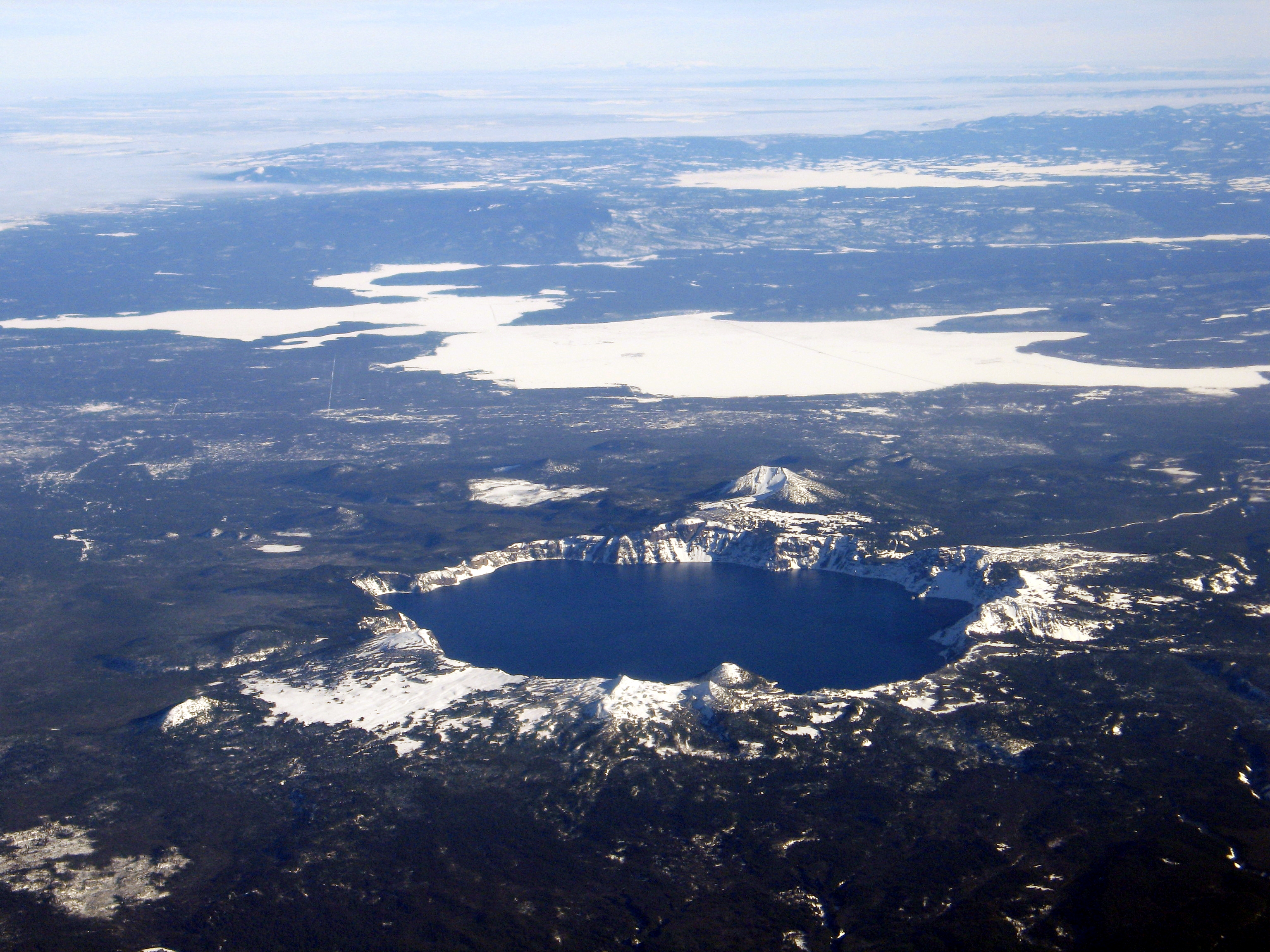
Blick in Richtung Südosten über den Crater Lake. Mount Scott liegt hinter dem See in der Bildmitte.
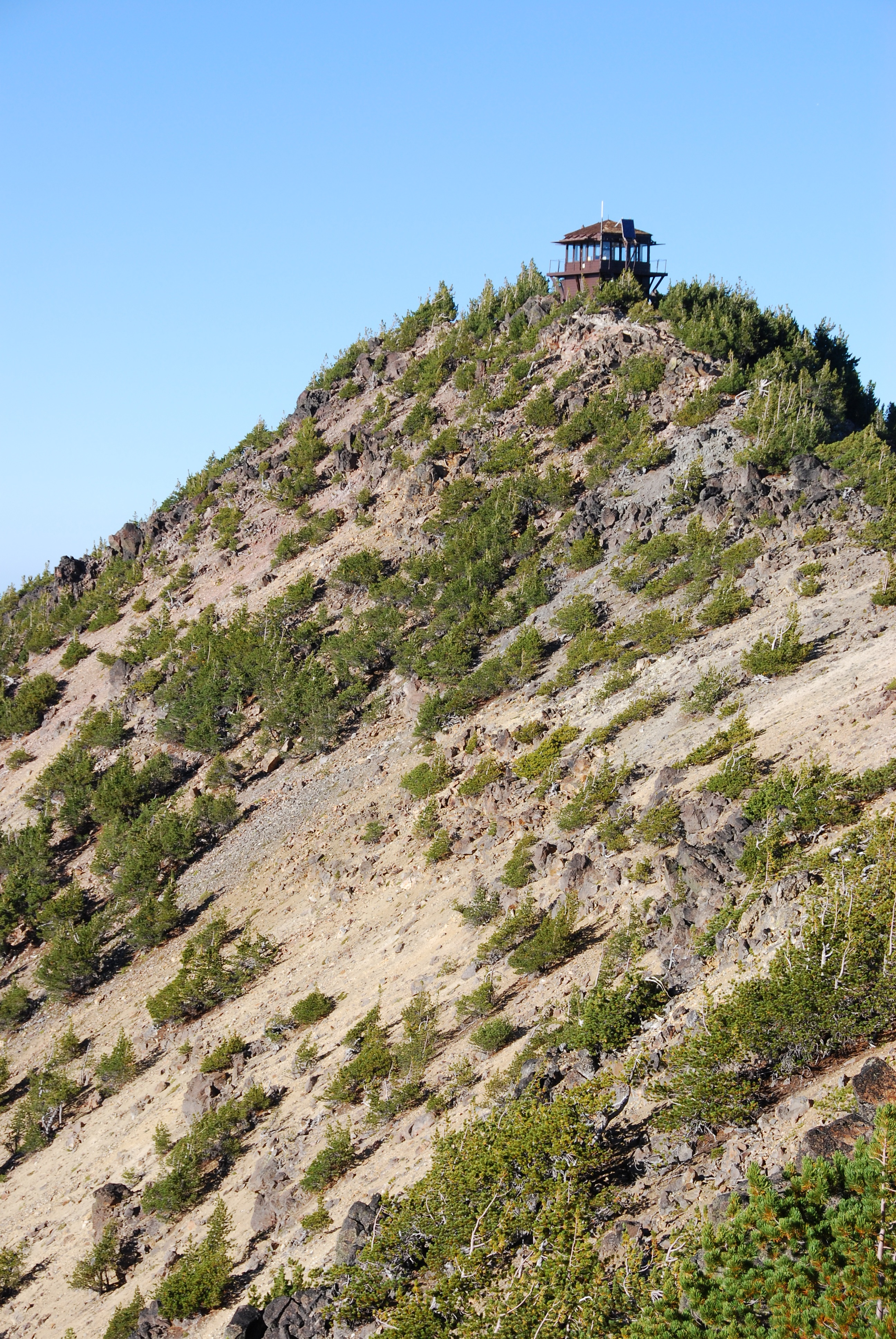
Der Waldbrandwachtturm auf dem Gipfel des Vulkans